# Junyo Maru
O Junyō Maru (順陽丸) ou Zyunyo Maru foi um cargueiro japonês, afundado em 18 de setembro de 1944 pelo submarino britânico HMS Tradewind, causando a morte de mais de 5.600 homens, evento considerado a quarta maior tragédia no mar de todos os tempos, e a maior dentre os navios japoneses afundados na Segunda Guerra Mundial, embora a totalidade dos mortos fossem prisioneiros de guerra e trabalhadores escravos romushas.

## O Navio
Construído em 1913, nos estaleiros da Robert Duncan Co, em Glasgow, sob encomenda da Lang & Fulton - Ardgarry Steamship Co., de Greenock, foi batizado sob o nome SS Ardgorm e possuía 123 metros de comprimento por 16 metros de largura, com calado de 27,2 metros e 5 065 toneladas de deslocamento. Seus motores a vapor de tripla expansão alcançavam a potência de 475 hp  (345 Kw).
Em 1917, foi vendido para a Norfolk & North American Steamship Company, de Londres, e renomeado Hartland Point. No ano seguinte, foi adquirido pela Johnston Line, de Liverpool, rebatizado de Hartmore e revendido, em 1921, à Anglo-Oriental Navigation Company, também de Liverpool, que o renomeou Sureway.
Entre 1926 e 1927, pertenceu à Sanyo Sha Goshi Kaisha, já nomeado Junyo Maru, e depois, à Karafuto Kisen K. K., de Tóquio, até 1938, quando foi adquirido pela Baba Shoji K. K., também de Tóquio, e novamente teve seu nome alterado, dessa vez, para Zyunyo Maru, embora fosse mais conhecido pelo seu nome anterior.
A mudança de Junyo para Zyunyo deveu-se à adoção do sistema de ortografia  Romaji pelo governo japonês em 1937. A palavra Junyo significa “falcão” e a palavra “Maru” tem sido usada nos nomes de navios no Japão desde 1493.

## Serviço
Em agosto de 1938, o navio foi requisitado pelo governo japonês para transporte de tropas  no esforço de guerra contra a China, sendo devolvido aos seus proprietários no final do ano seguinte.
Sobrevindo a Segunda Guerra Mundial, o governo deslocou o navio para o Sudeste Asiático, a fim de tomar parte nos comboios de suprimentos militares. Em fins de 1943, começou a ser utilizado para o transporte de trabalhadores escravos através da Indonésia e da Indochina, bem como para o transporte de prisioneiros de guerra, muitos dos quais eram enviados à Birmânia ou Sumatra, para a construção de ferrovias japonesas naquelas regiões.

## A Ferrovia da Morte
Quando os japoneses  invadiram a então colônia holandesa das  Índias Orientais, em 1942, eles já tinham uma ideia para uma ferrovia entre a costa oeste e leste da Ilha de Sumatra. Esta ferrovia, uma vez concluída, permitiria aos japoneses moverem tropas e suprimentos facilmente entre as costas, além de obter acesso ao rico interior daquela ilha.
De fato, a comunicação com outras posses do Império Japonês na Indonésia através do porto de Padang, localizado no sudoeste de Sumatra, já estava muito complicada tendo em vista o incremento das operações dos submarinos aliados no Oceano Índico. O problema poderia ser resolvido com o acesso ao Estreito de Malaca através da costa norte da ilha.
Pekanbaru foi escolhida como o ponto final da ferrovia, pois ficava às margens do rio Siak, que dava um bom acesso a pequenos navios que passavam pelo oceano, os quais podiam atravessar o Estreito de Malaca com relativa rapidez, encontrando portos seguros em lugares como Cingapura e  Johore. Esta rota também dava a possibilidade de usar o suporte aéreo, o que não seria tão fácil de obter se a ferrovia seguisse para Tembilahan como originalmente previsto.
Tudo o que era necessário para completar a ferrovia era uma força de trabalho, a qual foi encontrada na forma de trabalhadores indonésios locais (romushas), juntamente com prisioneiros de guerra capturados quando as colônias caíram. Quando a construção da ferrovia começou em abril de 1943, os romushas foram usados para construir aterros, colocar estacas e abrir as passagens na selva apenas com picaretas e pás. Mais tarde, em 1944, eles também construíram os campos em que os prisioneiros de guerra aliados começaram a ser alojados ao longo da estrada de ferro (cerca de 5.000) a fim de trabalhar na construção da ferrovia.
O tratamento dado pelos japoneses aos romushas era muito pior àquele concedido aos prisioneiros aliados. Com pouquíssima comida, sofrendo de malária e disenteria, e sem acesso a tratamento médico, os doentes, não raro, eram deixados ao léu para morrer ao lado da ferrovia.
A construção avançava por regiões de selva equatorial com muitos pântanos e rios. Condições severas de trabalho e manutenção levaram ao fato de que, quando a construção foi concluída, o número de vítimas chegou a 70.000 pessoas, o que era comparável às perdas durante a construção da ferrovia tailandês-birmanesa, onde 90.000 pessoas morreram.
A taxa de sobrevivência geral para essa "ferrovia da morte" foi cerca de 66% para prisioneiros de guerra e de apenas 20% para os romushas.

## Hell Ship
Tal tipo de navio era o que se denominava de Hell´s Ships (Navios do Inferno), pela extrema insalubridade a bordo e pela brutalidade da tripulação para com os prisioneiros.  Como era comum nessas embarcações, a fim de transportar e acomodar mais e mais prisioneiros, construíam-se vários pavimentos extras de bambu, subdivididos em jaulas do mesmo material. Os espaços abertos do convés também eram aproveitados para acomodar os presos, e os porões eram abarrotados de beliches, com três ou quatro dispostos um ao lado do outro. No Junyo Maru o padrão de acomodações era similar, senão pior.
Na ocasião de seu afundamento, o navio, com mais de trinta anos de atividade, já se transformara em “um balde de ferrugem ambulante”.

## O Embarque
Entre 15 e 16 de setembro de 1944, um grande contingente de prisioneiros de guerra (cerca de 1.600) veio do campo do 10º Batalhão de Infantaria do Exército das Índias Orientais Holandesas, incluindo muitos membros do Stadswacht (Guardas da Cidade). Eles marcharam através de  Batávia até a estação ferroviária central e foram embarcados em trens para a viagem até o porto de Tanjung Priok. Logo após, outro trem com 700 prisioneiros de guerra do campo "Kampong Makassar" também havia chegado.
Com fome e sede, muitos outros marcharam e esperaram a bordo do navio, ainda sem saber o seu destino e com medo do que estava por vir. As condições do Junyo Maru eram terríveis. Todos os níveis estavam lotados de prisioneiros, muitos deles doentes, fracos e magros. Os beliches se encheram rapidamente.  Os romushas foram direcionadas para a proa do navio. Lá eles pensavam em deitar no convés de ferro ou nos porões do navio, mas tudo o que podiam fazer era agachar-se ou ficar de pé.
Os prisioneiros de guerra foram levados à popa, aos conveses e também aos porões abaixo do convés. Lá, os japoneses usaram andaimes de bambu para criar outro 'convés' entre o chão e o teto, aumentando assim a capacidade de acomodar mais prisioneiros. Eles foram literalmente embalados como sardinhas em uma lata. Muitos só conseguiram encontrar espaço de pé, o que levou os otimistas a concluir que a jornada duraria apenas algumas horas; os outros estavam sentados com as pernas levantadas ou agachadas em porões revestidos com uma substância negra glutinosa, provavelmente os restos derretidos de uma carga de cana de açúcar misturada com restos de cargas posteriores de carvão ou minério de ferro.
Não havia água suficiente e não havia instalações de latrinas, exceto por algumas caixas suspensas no convés superior. Alguns prisioneiros estavam fracos demais para alcançar essas instalações primitivas, e os excrementos humanos acumulavam-se nos porões e pingavam das cobertas da escotilha. Alguns prisioneiros permaneceram no andar superior, expostos ao vento e à chuva fria da noite e ao sol tropical brutal durante o dia. Aqueles abaixo do convés sofreram com o calor sufocante da falta de instalações de ar. Sentavam-se nas torres de carga e nas capas das escotilhas, das quais todas as outras tábuas haviam sido removidas para admitir uma entrada de ar. Antes mesmo de o navio partir, o odor de corpos humanos e dos dejetos era insuportável. Muitos presos sofriam de malária ou disenteria ou ambos. Alguns morreram; outros enlouqueceram. Os doentes e os fracos afundaram ainda mais na direção da morte.
Antes de Junyo Maru partir, um prisioneiro inglês fez uma tentativa desesperada de escapar mergulhando no mar e nadando para a costa. Ele foi capturado pela tripulação japonesa em um pequeno barco, espancado, retornou ao navio e trancado. Se alguém mais tentasse escapar, disseram aos prisioneiros, a pena seria a morte.

## O Afundamento
Em 16 de setembro de 1944, o Junyo Maru zarpou de Tanjung Priok, o porto de Batavia, com destino a Padang, na costa oeste de Sumatra, carregando, além da tripulação e guardas japoneses,  entre 6.500 e 6.700 pessoas, dentre as quais entre 2.200 e 2.300 prisioneiros de guerra holandeses,   britânicos, australianos, americanos, e entre 4.200 e 4.500 romushas, os quais estavam sendo levados para a construção da “ferrovia da morte” em Pekanbaru na Ilha de Sumatra.
Não havia praticamente nenhum equipamento salva-vidas a bordo. Havia apenas dois velhos barcos salva-vidas pendurados perto da ponte de cada lado do navio e algumas balsas empilhadas no convés. Isso era tudo o que os prisioneiros poderiam esperar. Sabiam que dispunham de muito pouca chance de escapar em caso de emergência, sobretudo pelo fato que a maioria dos “Hell´s Ships” japoneses não ostentavam qualquer marca ou insígnia que os identificassem como navios de transporte de prisioneiros. Por outro lado, os japoneses já haviam vestido seus próprios coletes salva-vidas assim que o navio deixou o cais.
Virando para o oeste pelo Estreito de Sunda, o navio contornou a ilha vulcânica de Krakatoa e seguiu para noroeste, paralelo à costa oeste de Sumatra. No dia 17, seguiu em direção ao porto de Padang, a meio caminho da costa daquela longa ilha. Naquela noite, veio uma chuva torrencial, encharcando os homens no convés e entrando no porão para se misturar com a bagunça pegajosa na qual os prisioneiros já estavam sentados ou agachados. Os prisioneiros no convés, desprotegidos, tremiam de frio, mas não havia abrigo.
Em contraste com a noite fria e úmida, o dia 18 de setembro foi outro dia tropical quente e desconfortável para os prisioneiros de guerra, tanto no convés quanto nos porões. No entanto, durante a tarde, tempestades começavam a ser formar sobre a região, e muitos prisioneiros, a fim de evitar outro banho de chuva gelado durante a noite, procuravam espaço abaixo do convés. De fato, havia vagas disponíveis para uma estadia nos conveses inferiores e nos porões. Como se viu, foi uma decisão de vida ou morte.
Considerando o potencial de ataques de torpedos inimigos, o navio estava sendo escoltado por uma corveta e por uma canhoneira equipada com cargas de profundidade para combater essa eventualidade, e durante a maior parte do dia também era coberto por uma ou duas aeronaves.
O navio navegava a 20 ou 30 quilômetros da costa, enquanto as escoltas, às vezes, circulavam o cargueiro, embora passassem a maior parte da viagem atrás dele, uma em cada lado. O comandante da escolta pode ter sido descuidado, preguiçoso ou ambos, ou talvez estivesse convencido de que essa viagem seria banal e tranquila. Nesse caso, ele logo descobriria como estava errado.
Nas águas azuis do Oceano Índico, assombrando as rotas de navegação japonesas ao longo da costa de Sumatra, patrulhava a área o submarino HMS Tradewind, um barco da Marinha Real Britânica, com dois eixos e da classe Triton, comandado pelo tenente-comandante. S.L.C. Maydon. Um barco novo, encomendado apenas um ano antes em Chatham, Inglaterra, o Tradewind possuía um deslocamento de 1.300 GRTs, com uma velocidade de mais de 15 nós na superfície e quase 9 nós submersos. Além disso, estava armado com 11 tubos de torpedo de 21 polegadas com 17 recargas e ostentava armamento de superfície com uma arma de 4 polegadas, um canhão Oerlikon AA de 20 mm e três metralhadoras. Seu alcance se estendia a 8.000 milhas navegando a 8 nós.
Baseado em Trincomalee (Ceilão), o HMS Tradewind estava havia dez dias em patrulha na região, quando, às 15:16 do dia 18 de setembro, detectou um pequeno rastro de fumaça no horizonte através do periscópio secundário,  a aproximadamente 13.500 jardas de distância (~ 12,5 km).
O comandante, então, ordenou velocidade máxima em direção ao alvo. Como afirmou em seu relatório, a tomada de alcance bem como a estimativa de velocidade através de um periscópio de baixa potência são muito imprecisos a uma distância de mais de 4.000 jardas (3,65 km), motivo pelo qual ele teve que fechar o alcance. Considerando que o periscópio principal estava com defeito, o alvo foi perseguido até uma distância de 3.000 metros. Ao fazer isso, descobriu que estava perseguindo um cargueiro à moda antiga, constituído de três “ilhas”, uma capacidade estimada entre 4.000 a 5.000 toneladas, com uma única chaminé e dois mastros. Maydon imaginou que ela tinha cerca de dois terços totalmente carregados. A longa distância, sem seu periscópio de alta potência, ele não conseguia adivinhar o que era essa carga.
Foi percebido que o cargueiro tinha duas escoltas, e, apesar da presença deles, Maydon estava determinado no ataque, adivinhando a velocidade do navio em cerca de 8 nós, estimada a partir dos ecos de seu sonar. Seu alvo navegava em ziguezague, e um pouco antes das 16 horas, o Tradewind estava em posição em ângulo reto com o curso do navio mercante e a cerca de 1.800 jardas de distância (1,65 km).
Depois de alcançar uma posição conveniente para o ataque, às 15:51, o Tradewind disparou quatro torpedos em intervalos de 15 segundos, mergulhou e se virou. Cerca de um minuto e meio depois, sua tripulação ouviu uma explosão, e 15 segundos depois ocorreu uma segunda explosão. As escoltas do Junyo Maru fizeram um ataque de profundidade, derrubando três cargas, mas o submarino conseguiu evadir-se. Pouco mais de um quarto de hora após o ataque do último torpedo, o sonar do Tradewind captou os sons crepitantes do alvo se rompendo. Os torpedos haviam atingido o lado de estibordo do navio.
O primeiro torpedo, ao atingir o navio lançou uma chuva de detritos no ar - metal, madeira e seres humanos. No alvo, logo se percebeu que o navio havia sido atingido por torpedos. Houve pouco pânico no começo, mesmo quando os motores foram desligados, e também quando o vapor das caldeiras foi liberado e quando as sirenes dispararam. Mas quando a popa começou a afundar e o barco começou a erguer-se da água, o desespero tomou conta dos desafortunados passageiros.
Os prisioneiros lá embaixo tinham apenas uma única escada de ferro para escapar da morte, e os homens lutavam como feras para alcançar a única saída. Outros subiram o suficiente para se erguerem pelos suspensórios que sustentavam as tábuas que cobriam a escotilha. Alguns homens que já estavam no convés ajudaram outros a sair da massa em dificuldades no porão. Enquanto isso, os guardas japoneses corriam sem rumo para frente e para trás - alguns pulando no mar, ainda carregando seus rifles.
Às 16:13, o Junyo Maru afunda pela popa, na posição 2° 53' S 101° 11' E, ao largo de Mukomuko, a uma distância de aproximadamente 18Km da costa, levando consigo  5.620 prisioneiros, incluindo 1.382 homens do 10º Batalhão de Infantaria do Exército Real das Índias Orientais Holandesas (KNIL), 56 britânicos (principalmente a Força Aérea Real), oito prisioneiros de guerra americanos, três australianos e 4.171 trabalhadores escravos romushas javaneses.
A sobrevivência daqueles que se fizeram à água consistiu em permanecer à tona o maior tempo possível, pendurando-se em um bote salva-vidas ou em qualquer outro material flutuante que estivesse ao redor.Nadar até a praia nessas condições era impossível, porquanto a costa distava entre 15 e 18 quilômetros, o que era muito longe, mesmo para nadadores fortes.
Os escoltas foram vistas pegando pessoas, mas pareciam favorecer os japoneses, uma vez que esses dispunham de uma pequena bandeira japonesa, aparentemente parte de seu equipamento, a qual agitavam para serem localizados.
Durante a noite, os sobreviventes agarravam-se a balsas e detritos enquanto suas forças resistiam. À sua volta, outros homens morriam clamando por ajuda na escuridão. Um grupo puxou os camaradas mais exaustos para a balsa quase submersa e depois nadou para longe de outros gritos desesperados durante a noite, com medo de que a balsa não apoiasse outro ser humano. Alguns nadadores finalmente desistiram, deixando-se deslizar sob a água. Em desespero, um homem mordeu outro prisioneiro no pescoço e bebeu seu sangue.
Por sua vez, os navios de escolta também tinham receio de eles próprios se tornarem os próximos alvos do submarino.  No entanto, continuaram a buscar sobreviventes e transportá-los para Padang, cerca de seis horas de distância até tarde da noite. Depois de uma noite de pesadelo, os náufragos sobreviventes foram resgatados, pela manhã, por uma canhoneira. Exaustos, jazem no convés, para serem instruídos pelos mais aptos a agirem como se estivessem menos moribundos do que realmente estavam, senão corriam o risco de serem atirados ao mar novamente pelos japoneses.

## Perdas humanas e sobreviventes
Perderam a vida no naufrágio 5.620 homens, quase todos prisioneiros, dos quais mais de quatro mil indonésios e 1.449 prisioneiros.
Há a informação de que sete tripulantes japoneses também perderam a vida.
Estima-se que houve entre 723 e 880 sobreviventes, dos quais, apenas 96 sobreviveram à guerra. Dos 100 cidadãos holandeses que sobreviveram ao naufrágio, dez morreram na construção da ferrovia. Dos cerca de 200 romushas sobreviventes ao naufrágio, nenhum sobreviveu à construção da ferrovia em Sumatra.
O HMS Tradewind e seu capitão sobreviveram à guerra. O submarino serviu até ser colocado na reserva da frota em Portsmouth, em 1953, sendo demolido dois anos depois. Já o comandante Maydon, por muito tempo, não soube (ou não quis saber) acerca da carga do navio que afundara no oeste de Sumatra. Não foi até muitos anos após o naufrágio que ele se correspondia com um sobrevivente, perguntando qual tinha sido a carga do Junyo Maru. Só então ele soube, pelo sobrevivente, que seus torpedos haviam matado milhares de soldados de seu próprio país e aliados".
Nenhuma culpa foi atribuída ao capitão do Tradewind, pois se entendeu que a verdadeira culpa deveria recair sobre os japoneses, não apenas pelo tratamento insensível e brutal dos prisioneiros e trabalhadores escravos, mas também porque eles deixaram de exibir a cruz vermelha como um aviso de que tais navios carregavam prisioneiros de guerra.
Muito já se debateu sobre as consequências trágicas - do ponto de vista aliado - nos afundamentos dos Hell´s Ships. Àquela altura da guerra, o código naval japonês tinha sido decifrado, de modo que os Aliados sabiam que os comboios transportavam de tudo (tropas, prisioneiros, suprimentos, material bélico etc). Se, com tais informações, seria possível afirmar que alguns destes naufrágios foram realizadas com o pleno conhecimento de que os navios transportavam prisioneiros de guerra, por outro lado, os comandantes de submarinos tinham ordens para atacar os comboios, e não um navio específico, e aí o problema surgia porque não havia nenhuma maneira de saber em quais dos navios do comboio estavam os prisioneiros de guerra.

## Memória
Em vários locais, tanto na Holanda, como na Indonésia há memoriais em homenagem às vítimas que pereceram durante a ocupação japonesa da Indonésia, seja nos Hell´s Ships como nos campos de trabalho forçado.
Na capela, localizada no território do cemitério memorial de Apeldoorn, há uma placa memorial "em memória dos cidadãos do Reino da Holanda que encontraram o último refúgio nos mares do Extremo Oriente de dezembro de 1941 a agosto de 1945". A placa foi postada pela Junyo-maru - Sumatra Memorial Society em 1986.
No cemitério militar na cidade indonésia de Cimahi (na  Ilha de Java) estão sepultados cerca de 5.000 vítimas da guerra , no qual também existe uma placa memorial em cujo texto está escrito: "Em memória das vítimas de navios de transporte marítimo 1942-1945. Sociedade Junyo-maru".
Em Bronbeek, na Holanda, existe um monumento em cuja placa está gravado: "Em memória das mais de 22.000 vítimas - militares, cidadãos e trabalhadores forçados dos mais de 68.000 que, como escravos, foram transportados pelos japoneses em "Hellships", durante a Segunda Guerra Mundial no sudeste da Ásia. 1941-1945. A ÁGUA NÃO APAGA AS MEMÓRIAS"..
Em 4 de junho de 2000, foi realizada uma cerimônia memorial ao largo da costa de Sumatra. Três fragatas holandesas, um cargueiro belga e um navio da Marinha indonésia, navegaram até o local do naufrágio para homenagear os mortos no ataque, com o lançamento de coroas de flores ao mar.
Os destroços do Junyo Maru jazem a 65 metros de profundidade e o local é considerado túmulo de guerra.